# Una respuesta proporcional
Una respuesta proporcional es el tercer capítulo de la serie dramática El ala oeste de la Casa Blanca.

## Argumento
Un enfadado Presidente Bartlet desea venganza por la operación siria que ha derribado el avión que transportaba a su médico personal y a decenas de pasajeros americanos. El almirante Percy Fitzwallace, jefe del Estado Mayor, recomienda una respuesta proporcional, consistente en la destrucción de 3 objetivos militares sirios, entre ellos la sede de la inteligencia siria. El presidente Bartlet desea algo mayor: la destrucción del aeropuerto de Damasco. Detrás de esta acción esta el hecho de que el presidente nunca ha realizado el servicio militar. Finalmente, Leo McGarry convence al pPresidente para ejecutar el plan del almirante y dé explicaciones al pueblo americano en rueda de prensa.
Otras historias del capítulo: Charlie Young se prepara para su nuevo trabajo en la Casa Blanca tras impresionar a Josh y C.J. intenta por todos los medios que el reportero Danny Concannon no publique la relación inapropiada de Sam con una señorita de compañía. 

## Curiosidades
- El hecho de que el asistente personal del presidente sea negro (tal y como le comenta Josh a Leo) fue ampliamente debatido por la prensa televisiva de los Estados Unidos.
- La historia de la respuesta proporcional fue también tratada por el guionista Aaron Sorkin en la película “El presidente y Miss Wade”, en 1995, protagonizada, entre otros, por Martin Sheen.

## Enlaces
- Guía de Episodios (en inglés)
- Enlace al Imdb
- Noticias de la Serie

- Datos: Q9091309